# مخزن آب ابرتون

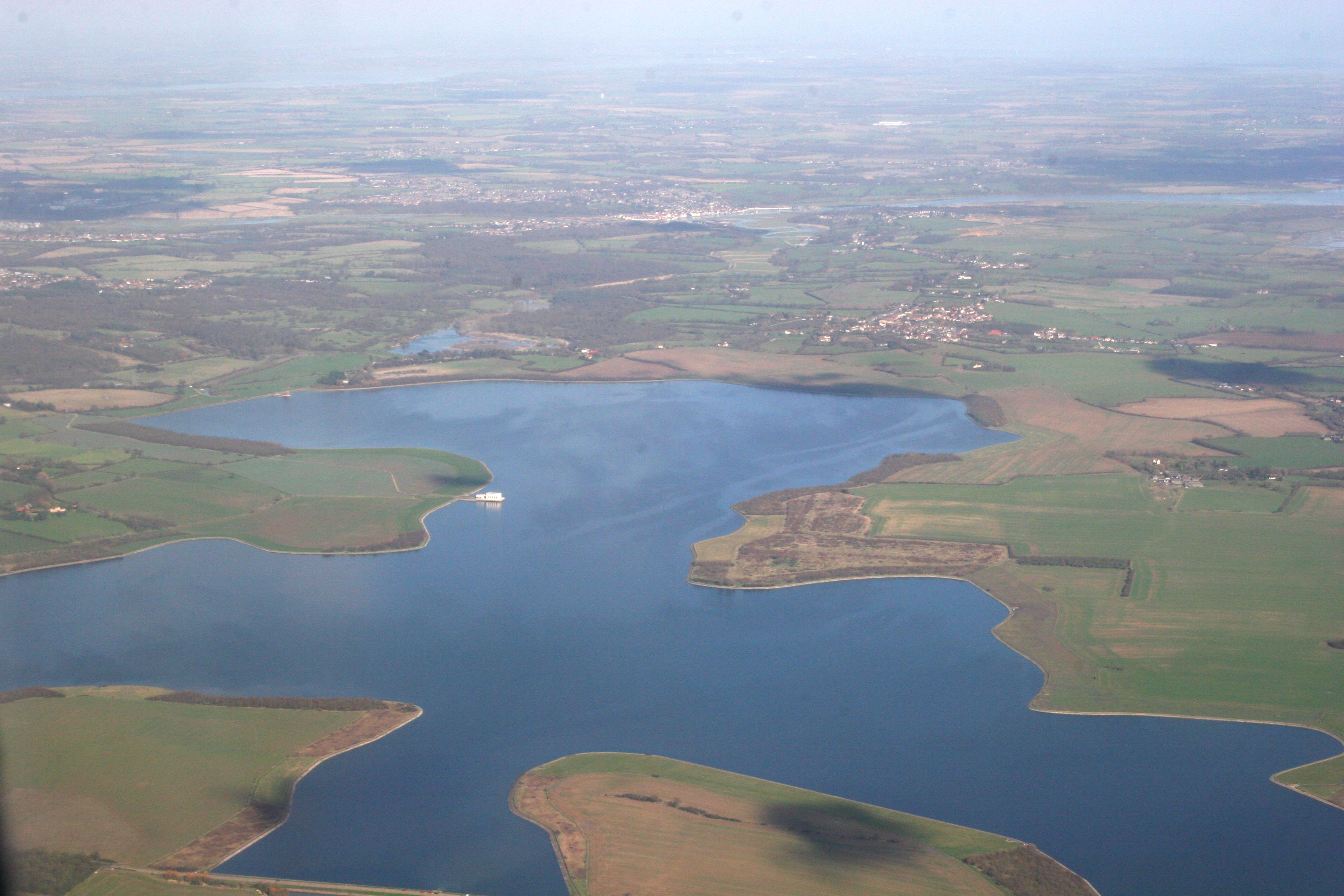
نمایی از مخزن آب ابرتون.

مخزن آب ابرتون (انگلیسی: Abberton Reservoir) یک مخزن ذخیرهٔ آب شیرین،  با مساحت ۷۰۰ هکتار (۱٬۷۰۰ جریب فرنگی)، در شرق انگلستان در نزدیکی ساحل اسکس است. بیشتر آب آن از رودخانه استور پمپاژ می شود. این بزرگترین آب شیرین در اسکس است.